# Њутаун (округ Бакс, Пенсилванија)
Њутаун (енгл. Newtown, Bucks County) град је у америчкој савезној држави Пенсилванија.

## Демографија
По попису из 2010. године број становника је 2.248, што је 64 (-2,8%) становника мање него 2000. године.
| Група             | 2000.         | 2010.         |
| Белци             | 2.233 (96,6%) | 2.142 (95,3%) |
| Афроамериканци    | 26 (1,1%)     | 17 (0,8%)     |
| Азијати           | 17 (0,7%)     | 28 (1,2%)     |
| Хиспаноамериканци | 22 (1,0%)     | 27 (1,2%)     |
| Укупно            | 2.312         | 2.248         |